# Fort Johnson South
Fort Johnson South è un census-designated place (CDP) degli Stati Uniti d'America, situato nello stato della Louisiana, in particolare nella parrocchia di Vernon.